# Naniwa (Osaka)
Naniwa (jap. 浪速区 Naniwa-ku) - jedna z 24 dzielnic (区 – ku) w Osace w Japonii.